# استفتاء استقلال كاليدونيا الجديدة 2018
استفتاء استقلال كاليدونيا الجديدة 2018 هوَ استفتاء/تصويت جرى في الرابع من نوفمبر/تشرين الأول 2018 حيثُ اختارَ فيه المصوِّتون بين البقاء تحت سلطة الدولة الفرنسيّة أو الاستقلال عنها. أعلنت الحكومة الفرنسية أنها ستعترف وتلتزم بنتائج الاستفتاء وكان من المُقرر أنهُ في حالة ما فشل الاستقلال فستتاح لسكان كاليدونيا الجديدة الفرصة للتصويت مجدداً في 2020 و2023 هذَا إذا وافق ثلث أعضاء الجمعية المحلية على السماح بإجراء الاستفتاء مرة أخرى.

## الخلفية
منذ سنة 1986، أدرجت لجنة الأمم المتحدة لإنهاء الاستعمار كاليدونيا الجديدة في قائمة الأمم المتحدة للأقاليم غير المحكومة ذاتيا. وقد عُقد استفتاء بشأن الاستقلال في العام التالي، إلا أن الغالبية العظمى ممن شاركوا في الاستفتاء صوتوا ضد الاستقلال.
في سنة 1998، وبعد توقيع اتفاق نوميا، الذي جاء في أعقاب فترة من الاضطرابات الرامية إلى الانفصال التي وقعت في الثمانينيات وأُقر في استفتاء عام، تقرر أن تجري كاليدونيا الجديدة استفتاء ثانياً على الاستقلال بين عامي 2014 و2018، وقد حُدد التاريخ الرسمي للاستفتاء ليكون في سنة 2018، وهي السنة التي ينتهي فيها مفعول اتفاق نوميا.
في 20 مارس 2018 أُعلن أن استفتاء الاستقلال سيعقد في 4 نوفمبر 2018.

## السؤال
السؤال عن استفتاء تقرير المصير هو:
بالعربية: هل تريد أن تحصل كاليدونيا الجديدة على السيادة الكاملة وتصبح دولة مستقلة؟

## استطلاعات الرأي
| شركة الاستطلاع | التاريخ                 | العينة | مع                 | ضد                | غير محدد/ لا رأي | نسبة الأفضلية |       |    |    |   |    |
| -------------- | ----------------------- | ------ | ------------------ | ----------------- | ---------------- | ------------- | ----- | -- | -- | - | -- |
| شركة الاستطلاع | التاريخ                 | العينة | Harris Interactive | 12–22 سبتمبر 2018 | غير محدد/ لا رأي | نسبة الأفضلية | 1,038 | 34 | 66 | – | 32 |
| Quidnovi       | 1–15 أغسطس 2018         | 731    | 20                 | 69                | 11               | 49            |       |    |    |   |    |
| I-Scope        | 30 يوليو l–8 أغسطس 2018 | 628    | 28                 | 63                | 9                | 35            |       |    |    |   |    |
| Quidnovi       | 4–15 يونيو 2018         | 739    | 15                 | 65                | 21               | 50            |       |    |    |   |    |
| Quidnovi       | 16–26 أبريل 2018        | 712    | 15                 | 58                | 27               | 43            |       |    |    |   |    |
| I-Scope        | 16–25 أبريل 2018        | 682    | 22.5               | 59.7              | 17.8             | 37.2          |       |    |    |   |    |
| I-Scope        | 23 مارس–4 أبريل 2017    | 514    | 24.4               | 54.2              | 21.4             | 29.8          |       |    |    |   |    |

## النتائج
| الاختيار                 | عدد الأصوات | %    |
| ------------------------ | ----------- | ---- |
| مع                       | 61,200      | 43.6 |
| ضد                       | 79,167      | 56.4 |
| أصوات ملغية              |             | -    |
| المجموع                  | 140,367     | 100  |
| المسجيلن/المشاركين       | 174,154     | 80.6 |
| المصدر: Associated Press |             |      |

| \| نسبة التصويت \| نسبة التصويت \| نسبة التصويت \| نسبة التصويت \| نسبة التصويت \| \| ------------ \| ------------ \| ------------ \| ------------ \| ------------ \| \| \| \| \| \| \| \| نعم \| نعم \| \| 43.6% \| 43.6% \| \| لا \| لا \| \| 56.4% \| 56.4% \| |     |  |       |       |
| نسبة التصويت |     |  |       |       |
| |     |  |       |       |
| نعم | نعم |  | 43.6% | 43.6% |
| لا | لا  |  | 56.4% | 56.4% |